# Vogelbeere

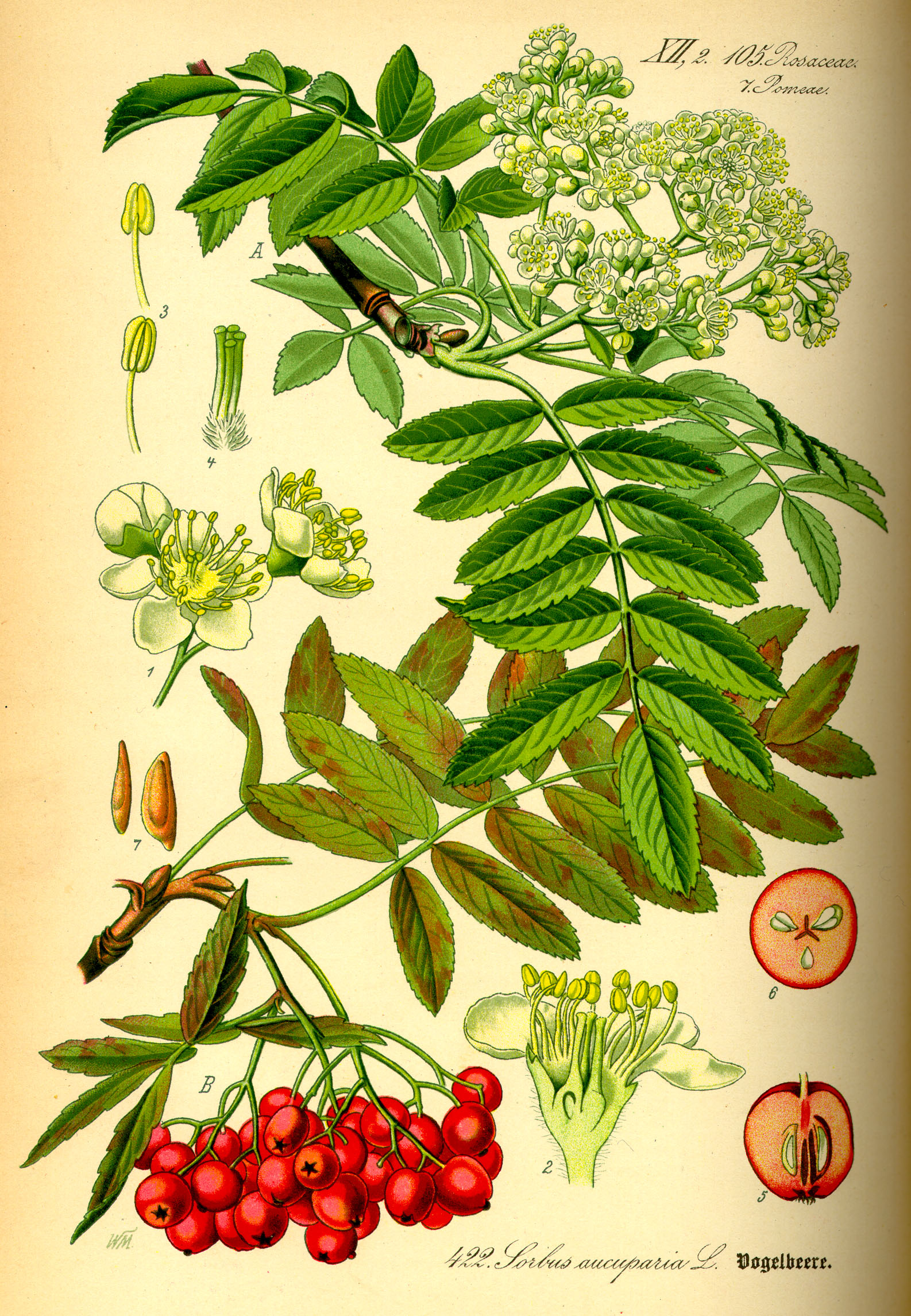
Illustration der Vogelbeere oder Eberesche (Sorbus aucuparia)

Die Vogelbeere, gemeinsprachlich häufiger die Eberesche oder der Vogelbeerbaum (Sorbus aucuparia), ist eine Pflanzenart aus der Gattung Mehlbeeren (Sorbus, Ebereschen) innerhalb der Familie der Rosengewächse (Rosaceae). Die Zugehörigkeit zu den Kernobstgewächsen (Pyrinae) kann man bei genauer Betrachtung der Früchte gut erkennen; sie sehen wie kleine Äpfel aus.
Andere deutschsprachige Trivialnamen sind Drosselbeere, Quitsche oder Krametsbeere. Die Bezeichnung als Speierling ist irreführend, da dies der gebräuchliche Name einer anderen, viel selteneren Sorbus-Art ist. Die Vogelbeere ist in weiten Teilen Europas verbreitet und besitzt als Pionierart ein breites Bodenspektrum. Für Insekten, Vögel und Säugetiere ist sie eine wertvolle Futterpflanze. Die vielfältige Nutzung durch den Menschen spiegelt sich in zahlreichen regionalen Namensgebungen wider. Im Aberglauben und Brauchtum hat sie eine bedeutende Rolle inne. In Deutschland wurde die Vogelbeere im Jahr 1997 zum Baum des Jahres gekürt. Entgegen einer weitverbreiteten Annahme sind ihre Früchte ungiftig.

## Etymologie
Der Name Eberesche leitet sich vom spätmittelhochdeutschen Wort eberboum und von Esche ab und rührt daher, dass die Blätter jenen der Eschen ähneln, obwohl keine nähere Verwandtschaft zwischen diesen Baumarten besteht. Der erste Bestandteil wird aus gallisch eburos ‚Eibe‘ entlehnt, der auf indogermanisch *erebʰ- ‚dunkelrötlich, bräunlich‘ zurückgeht, welches die rötlich-braune Beerenfarbe bezeichnet. Volksetymologische Umdeutung mit Aber im Sinne von „falsche, minderwertige Esche“ (wie in „Aberglaube“ und „Aberwitz“) ist sprachlich und von der Sache her nicht zu vertreten. Es ist eher anzunehmen, dass sich der Name auf den Eber bezieht, da früher die Früchte zur Schweinemast verwendet wurden.
Der wissenschaftliche Name aucuparia wird aus lateinisch au (avis = der Vogel) und cuparia (capere = fangen) gebildet und stammt daher, dass die roten Beeren früher häufig als Köder beim Vogelfang eingesetzt wurden. Auch die Bezeichnung Vogelbeere (die gemeinsprachlich nur für die Früchte benutzt wird, nicht für den Baum) stammt daher, dass die „Beeren“ (Früchte) als Köder für Vögel verwendet wurden.
Die Eberesche – als verbreitete Baumart – hat in allen Zeiten dem Menschen ein beliebtes, wohlschmeckendes Nahrungsmittel und Heilmittel geboten. Aus diesem Grund sind viele regional sehr unterschiedliche Wortschöpfungen für diese Baumart entstanden.
Darunter sind: Vogelbär, Blumenesche, Ebschbeere, Zwergesche, Eibschen, Quetsche(n), Queckbeere, Quitsbeere, Kronawetterbeere, Drosselbeere, Vogelbeere, Quitschbeere, Queckenboom, Gürmsch (Berndeutsch).

## Beschreibung

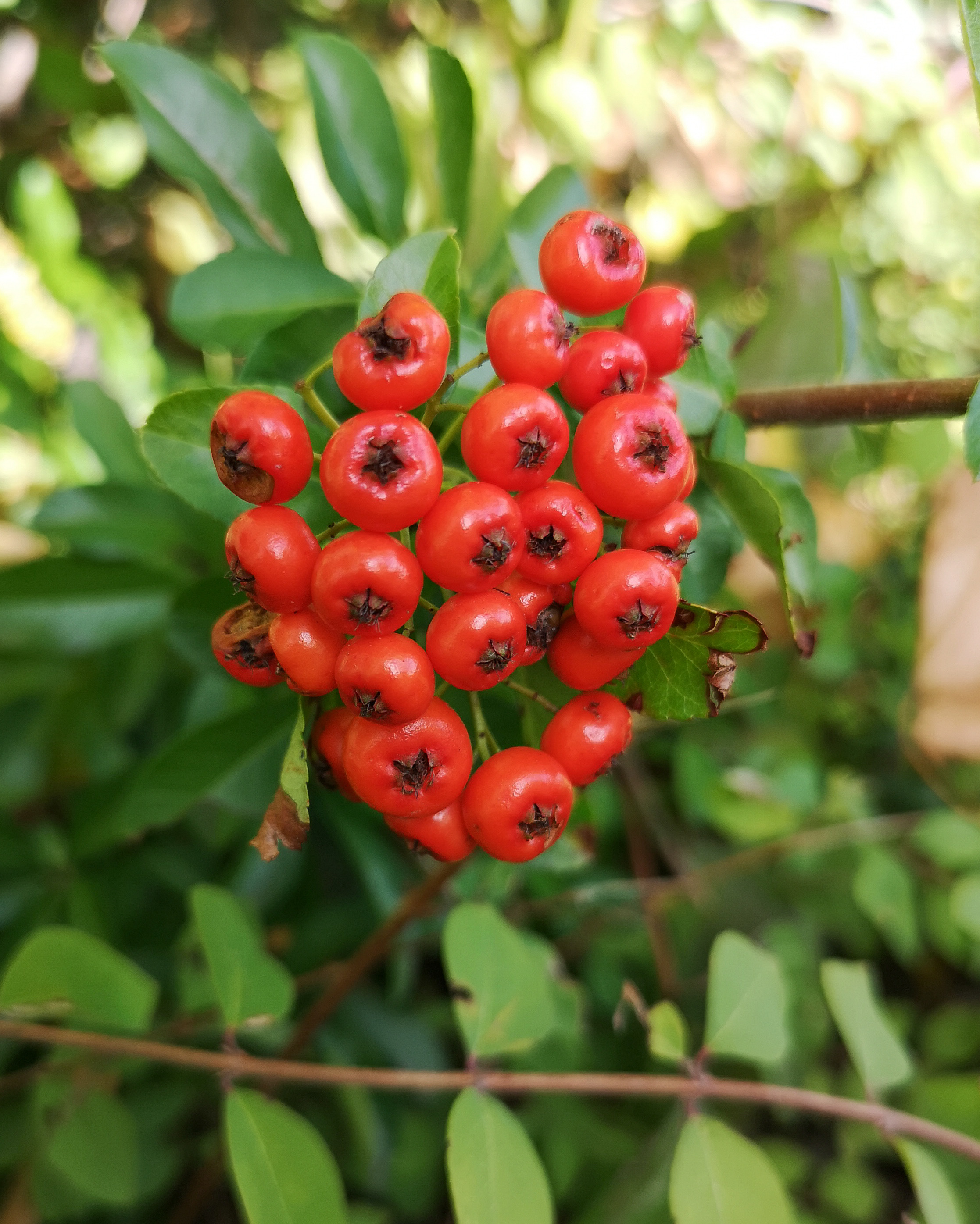
Eberesche mit Vogelbeeren

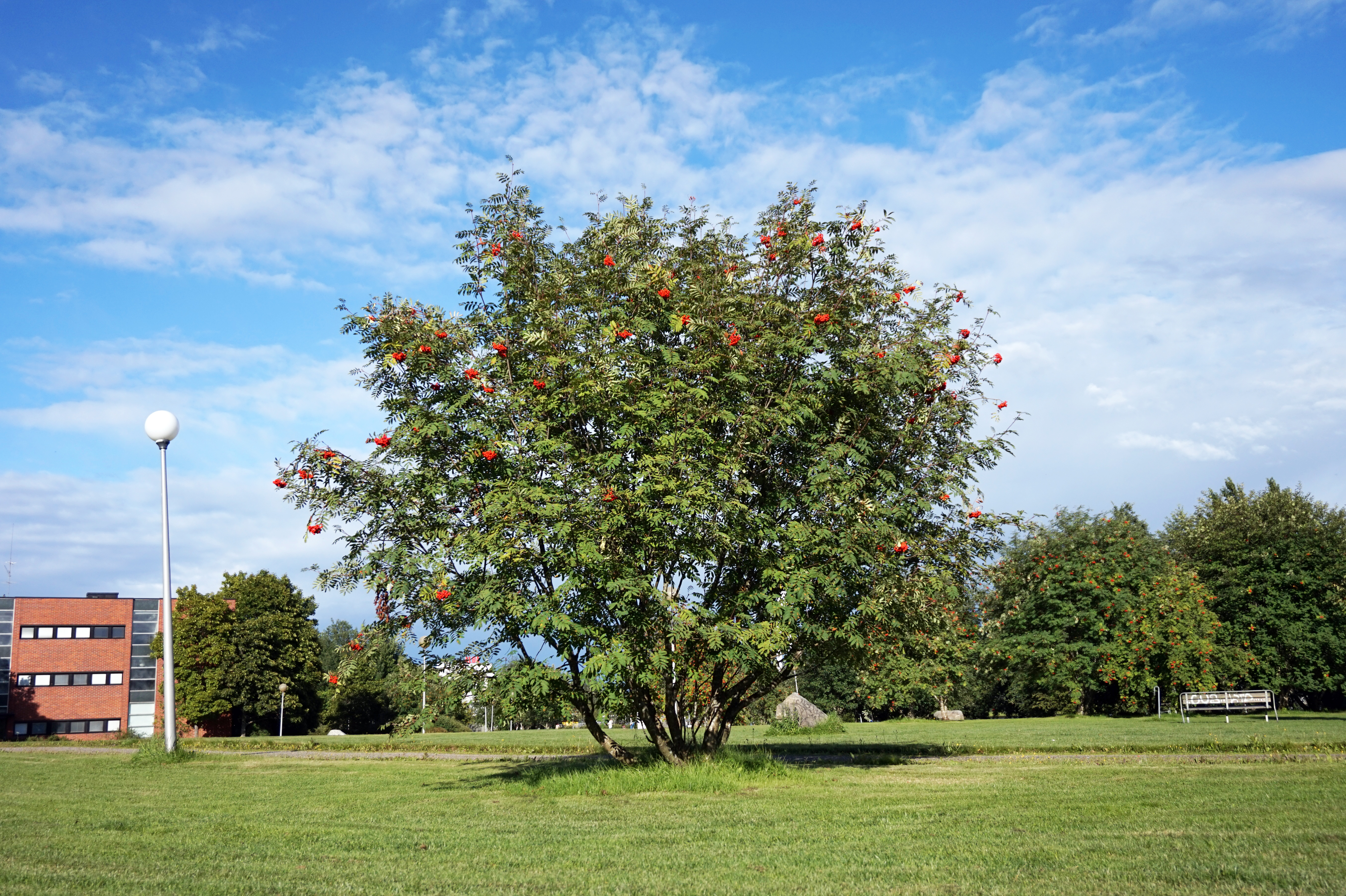
Sorbus aucuparia

### Habitus

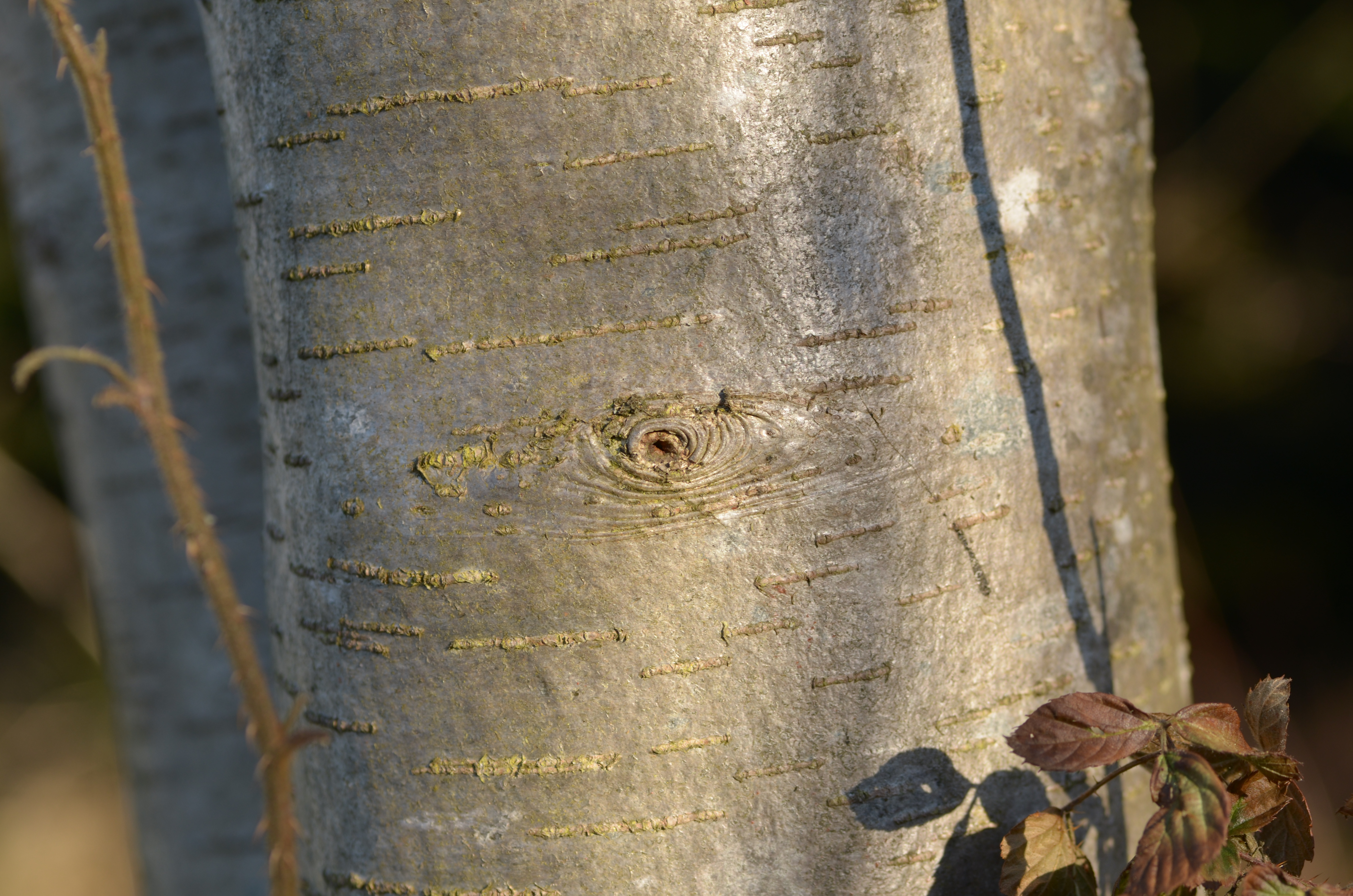
Borke mit Lentizellen

Die sommergrüne Vogelbeere erlangt ein gewöhnliches Alter von 80, in seltenen Fällen, vor allem als Gebirgsbaum auch bis 120 Jahren. Mit einer durchschnittlichen Wuchshöhe von 15 Metern ist die Eberesche ein eher kleinwüchsiger Baum. Einzelstehend, ohne Beschattung durch konkurrierende Gehölzarten, kann sie auch Wuchshöhen von bis 25 Metern erreichen. Der Stammdurchmesser erreicht bis zu 70 Zentimeter, sehr selten mehr. Stockausschläge der Eberesche wachsen gewöhnlich mehrstämmig als wesentlich kleinerer Strauch. In den ersten 20 Jahren wächst sie relativ schnell, danach stockt das Wachstum. Die Eberesche besitzt ein weitreichendes und tiefgehendes Senkerwurzelsystem und die Fähigkeit, sich über Stockausschläge und Wurzelbrut vegetativ zu vermehren. Auf Pseudogleyböden wurzelt sie hingegen relativ flach.
Kennzeichnend für die Eberesche ist ihre zierliche Gestalt sowie die oval bis rundliche, unregelmäßig aufgebaute und locker gehaltene Krone. Der Stamm der Eberesche zeichnet sich durch eine schlanke, walzenförmige Wuchsform aus. Die Äste stehen vom Stamm ab oder sind schräg nach oben gerichtet. Die glatte, glänzende Rinde jüngerer Bäume ist gelblich bis grünlich grau gefärbt und zeigt längliche, quer zur Wuchsrichtung gestellte Lentizellen, die den Gasaustausch mit der Umgebung sicherstellen. Mit zunehmendem Alter des Baumes nimmt die Rinde eine mattgraue Färbung und feinrissige Struktur an. Nur wenige Exemplare entwickeln im hohen Alter im unteren Stammbereich eine schwärzliche, längsrissige Borke. Jungtriebe bilden gewöhnlich eine weiche, filzige Behaarung aus und sind aschgrau gefärbt. Eine Besonderheit stellt das Chlorophyll dar, das sich unter der glatten Rinde der Zweige befindet. Dies befähigt den Baum bereits vor dem Laubaustrieb zur Photosynthese. Sein Vorkommen in höheren Lagen wird dadurch unterstützt.

### Knospe und Blatt

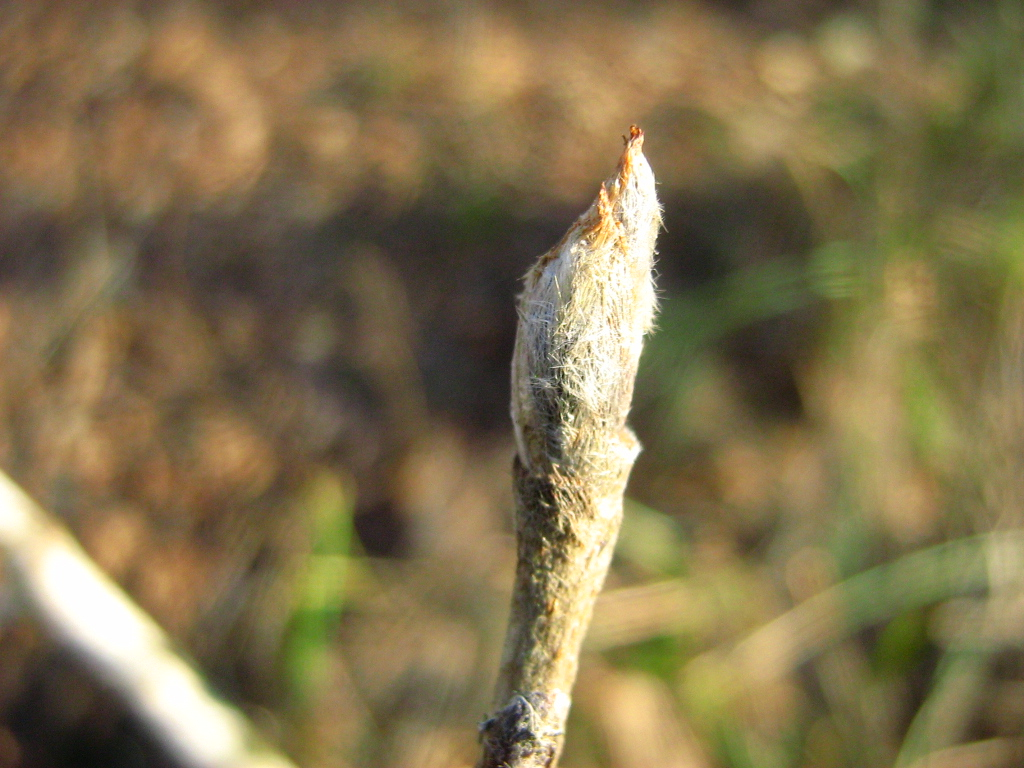
Knospe

Die Winterknospen der Vogelbeere sind meist dunkelviolett gefärbt und weißfilzig behaart. Dies stellt ein wichtiges Unterscheidungsmerkmal zum Speierling dar, dessen grüne und klebrige Knospen allenfalls an den Schuppenrändern eine feine Behaarung entwickeln. Die Endknospe an den Zweigspitzen ist gewöhnlich gekrümmt.

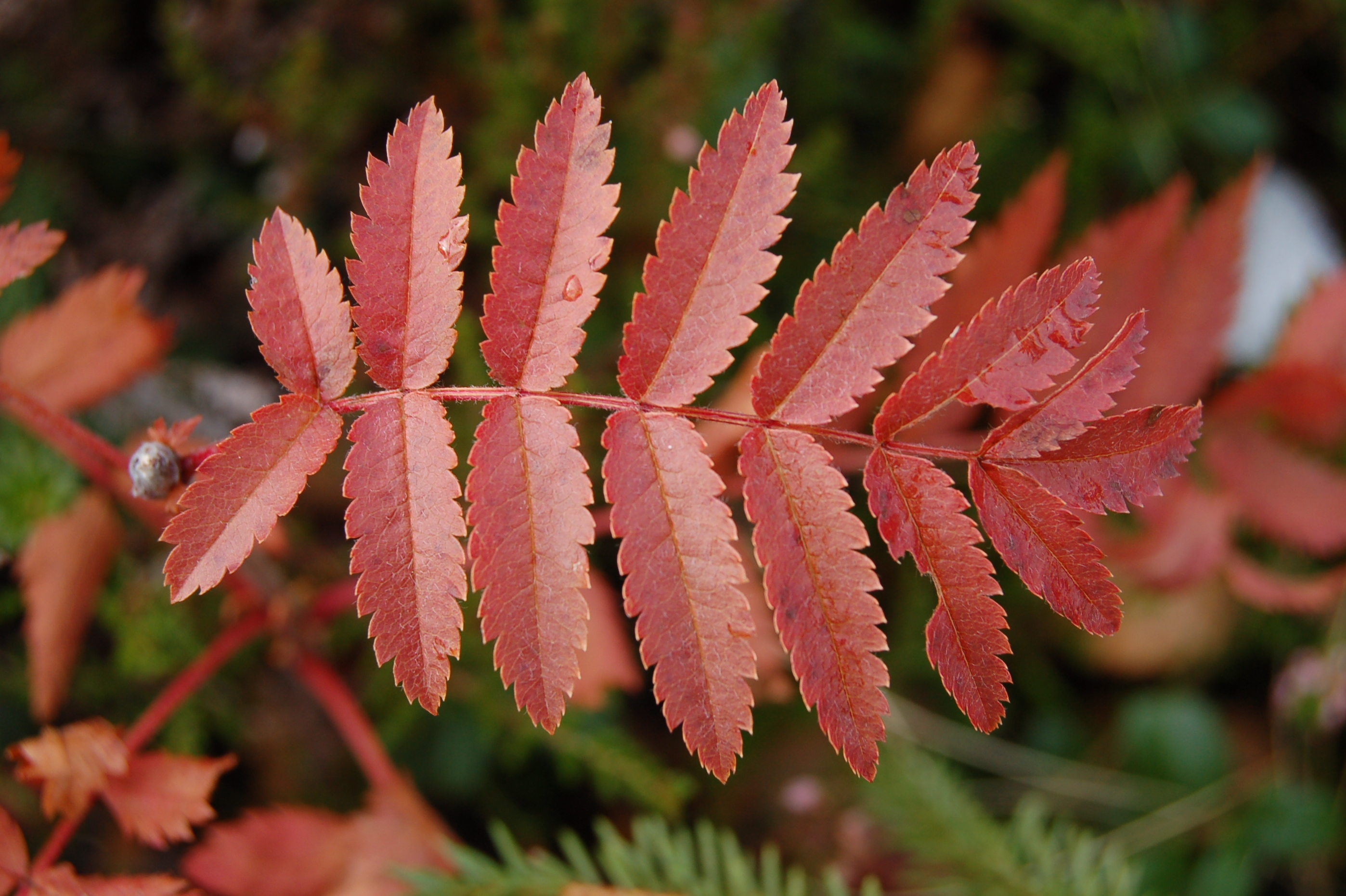
Unpaarig gefiedertes Laubblatt in Herbstfärbung

Die wechselständig an den Zweigen angeordneten Laubblätter sind in Blattstiel und -spreite gegliedert und sind dabei bis etwa 17–20 cm lang sowie 8 bis 11 cm breit. Der 3–5 Zentimeter lange Blattstiel und die rinnige Rhachis sind mehr oder weniger rötlich. Die unpaarig gefiederte Blattspreite setzt sich gewöhnlich aus 9 bis 19 schmal-eiförmigen bis länglichen oder elliptischen, unterseits helleren Blättchen zusammen. Die 4 bis 6 cm langen und etwa 2 cm breiten Blättchen sind fast sitzend, nur das Endblättchen ist mehr oder weniger gestielt. Sie sind nach vorne spitz und zum Grund hin meist asymmetrisch abgerundet, seltener spitz. Der einfach bis doppelt gesägte Blattrand bildet eine spitze, ungleiche Zähnung aus. Die unbehaarte Blattoberseite zeigt eine sommergrüne Färbung, wohingegen die Unterseite eher graugrün gefärbt ist und eine leichte Behaarung entwickeln kann. Die Fiederblättchen der Eberesche besitzen keine Blattzahndrüsen an der Spitze.

### Blütenstand und Blüte

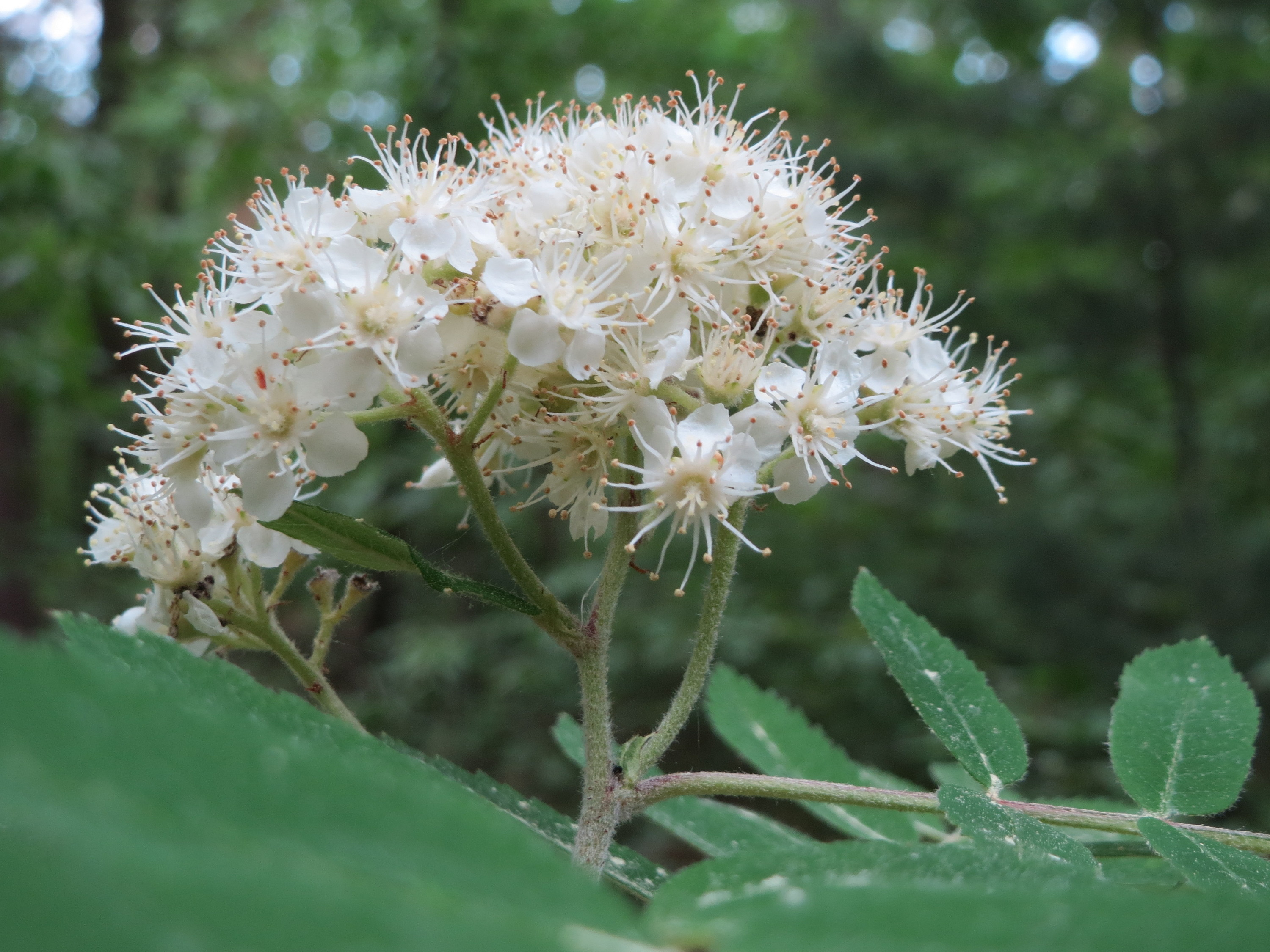
Schirmrispiger Blütenstand

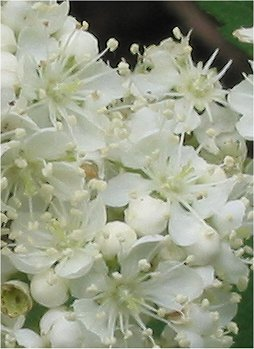
Blüten

Die Vogelbeere erlangt ihre Blühfähigkeit bereits im Alter von fünf bis sechs Jahren. Auf der Nordhalbkugel blüht sie von Mai bis Juli. Der reichblütige Blütenstand entspricht einer ausgebreiteten Schirmrispe, in der 200 bis 300 Blüten vereinigt sind. Je nach Unterart sind die Infloreszensachsen flächig behaart (ssp. aucuparia) oder fast bis ganz kahl (ssp. glabrata).
Die zwittrige, etwas unangenehm duftende und gestielte Blüte ist bei einem Durchmesser von etwa 10 Millimetern radiärsymmetrisch und fünfzählig mit doppelter Blütenhülle. Die fünf Kelchblätter besitzen dreieckige Kelchzipfel, die zur Spitze hin abgerundet bis stumpflich sind. Die Basis der Kelchblätter beträgt etwa 1,5 Millimeter Breite, die Seitenlinien etwa 1,3 bis 1 Millimeter. Sie sind drüsig bewimpert, mehr oder weniger behaart oder auch kahl. Auch während der Fruchtreife behalten sie eine fleischige Konsistenz.
Die fünf weißen, ausladenden Kronblätter entwickeln eine Länge von (drei) vier bis fünf Millimeter. Ihre Form ist entweder rundlich oder breit-eiförmig ausgeprägt. Sie sind kurz genagelt und besitzen Richtung Grund etwas oberhalb des Nagels eine wollige Behaarung. Die Länge der 20 Staubblätter entspricht in etwa derjenigen der Kronblätter. Die Blüte besitzt zwei bis fünf freie Griffel, die in der unteren Hälfte behaart sind. Die unterständig stehenden unverwachsenen Fruchtblätter sind in den Blütenboden eingesenkt und mit diesem verwachsen. Die fleischige Blütenachse verbindet sie miteinander.

### Frucht und Samen
Die Früchte reifen von August bis September. Die bei Reife leuchtend roten, glatten und breitrunden oder eiförmigen Früchte werden etwa (6–)9–10(–14) × 8–9 Millimeter groß. Sie sind im botanischen Sinne Apfelfrüchte. Im Volksmund werden sie bisweilen als „Beeren“ bezeichnet.
Den Früchten haften noch die Kelchzipfel an. Die vierfächrigen Samenanlagen mit je zwei Anlagen werden gewöhnlich ausgebildet. Sie enthalten meist etwa 3,5–4,5 Millimeter lange, abgeflachte und rotbraune, etwa eiförmige, relativ glatte Samen. Als Wintersteher hängen die Früchte häufig bis in den Winter hinein in dichten „Büscheln“ am Baum.

### Chromosomenzahl
Die Chromosomengrundzahl beträgt x = 17, es liegt Diploidie vor mit einer Chromosomenzahl von 2n = 34.

## Ökologie

### Lebensweise
Bei der Vogelbeere handelt es sich um einen mesomorphen Makrophanerophyten oder Nanophanerophyten.
Ihre Wurzeln sind – typisch für Sorbus-Arten – von einer ektotrophen Mykorrhiza umgeben, wodurch die Versorgung mit Nährstoffen unterstützt wird. Der Pilz Glomus intraradices konnte als arbuskulärer Mykorrhizapartner der Eberesche festgestellt werden.

### Bestäubungsökologie
Bei den Blüten der Eberesche reifen die Narben vor den Staubbeuteln, was botanisch als Proterogynie bezeichnet wird und Fremdbestäubung fördert. Nektar wird verdeckt angeboten. Der verhältnismäßig unangenehme Geruch der Blüten erinnert an Heringslake und beruht auf dem Wirkstoff Methylamin. Er lockt insbesondere Käfer und Fliegen zur Bestäubung an. Aber auch Bienen schätzen den Nektar.

### Ausbreitungsökologie
Die Samenproduktion erfolgt bei der Eberesche amphimiktisch, also sexuell.
Die Früchte, Apfelfrüchte, werden vor allem nach dem Frost von verschiedenen Vögeln und Säugetieren (wie von Eichhörnchen) gesammelt. Die noch frischen, durch Karotinoide grellroten Früchte werden weniger häufig angenommen. Die Früchte werden über Speicher- und Versteckausbreitung, Verdauungsausbreitung und Bearbeitungsausbreitung ausgebreitet. Eine besondere Rolle spielen Vögel (Vogelausbreitung = Ornithochorie). Da die Samen unverdaut wieder ausgeschieden werden, wird die Ausbreitung der Eberesche effektiv sichergestellt (Endochorie). Menschenausbreitung geschieht durch die Nutzung als Ziergehölz. Das Fruchtfleisch enthält keimhemmende Stoffe. Die Samen keimen nur nach Entfernung des Fruchtfleisches.

### Synökologie
Die Eberesche ist eine wichtige Futterpflanze für Tiere. Nachgewiesen wurde dies bislang für 31 Säugetier- und 72 Insektenarten, darunter 41 Kleinschmetterlinge und zwölf Rüsselkäfer. Insgesamt wurden 63 Vogel- und 20 Säugetierarten als Nutzer der Früchte festgestellt. Insbesondere Singdrossel, Misteldrossel, Rotkehlchen, Mönchsgrasmücke, Kleiber und Gimpel schätzen die Früchte der Eberesche und nutzen den Baum, ebenso wie der Grünspecht, als Nistgehölz. Eine wichtige Rolle spielen die Früchte in der Ernährung von Rotdrossel und Seidenschwanz, die, in manchen Jahren aus Nordeuropa bis zu uns kommend, dann einen Teil des Winters in unseren Breiten verbringen. Aber auch Rotfuchs und Dachs verschmähen die Früchte nicht.
Eichelhäher und verschiedene Nagetiere, wie Siebenschläfer, Haselmaus, Gelbhals- und Feldmaus legen sich – im Boden versteckt – Wintervorräte der Früchte an. Da diese oftmals vergessen werden, leisten sie ebenfalls einen wichtigen Beitrag zur Ausbreitung der Eberesche.
Paarhufer wie Reh und Rothirsch ernähren sich von den Blättern, Trieben und Knospen der Bäume, der Weißdorn-Dickmaulrüssler (Otiorhynchus crataegi) und der Schwarze Rüsselkäfer (Otiorhynchus coecus) bevorzugen Triebe und Blätter.
Insbesondere für die Raupen des seltenen Spanners Venusia cambrica und des vom Aussterben bedrohten Gelben Hermelins (Trichosea ludifica) stellt die Eberesche eine wichtige Nahrungspflanze dar. Die Raupen des Baum-Weißlings (Aporia crataegi) tun sich ebenfalls an der Eberesche gütlich.

### Krankheiten
Seit 1960 wurden bei der Eberesche im mitteleuropäischen Raum starke Krankheitssymptome beobachtet, darunter chlorotische Ringe und Scheckungen. Reduziertes Wachstum und langsamer Verfall wurden ebenfalls beobachtet. Untersuchungen (Lit.: Benthack u. a. 2005) deuten darauf hin, dass es sich vermutlich um ein Virus handelt, das mit der Familie der Bunyaviridae verwandt ist.
Die Blätter der Vogelbeere werden von Rostpilzen der Gattung Gymnosporangium (Arten Gymnosporangium cornutum oder Gymnosporangium tremelloides) sowie Ochropsora ariae und dem Echten Mehltau der Art Podosphaera aucupariae befallen.

### Schädlinge
Schädlinge, die an der Vogelbeere auftreten, sind Ebereschenmotte (Argyresthia conjugella), Ebereschensamenwespe (Megastigmus brevicaudi) und Ebereschenpockenmilbe (Eriophyes sorbi). Ebereschen sind nicht mistelfest.

Verbreitungsgebiet

## Vorkommen

### Verbreitung
Die Vogelbeere hat eine europaweite Verbreitung. In der typischen Unterart besiedelt sie fast ganz Europa. Im Osten erstrecken sich die Vorkommen bis Westsibirien, südlich erreichen sie Nordspanien, Korsika, Sizilien, das nördliche Griechenland und Bulgarien. In Südeuropa sind Bestände nur in den Gebirgen und dort vergleichsweise selten belegt. Keine Vorkommen besitzt die Vogelbeere auf den Azoren, Balearen und Färöern, auf Kreta, Sardinien und Spitzbergen sowie im europäischen Teil der Türkei. Südwestasiatische Vorkommen werden in der Fachwelt teils als eigene Art (Sorbus boissieri Schneider), teils zu Sorbus aucuparia gehörig verstanden. Angegebene Vorkommen in Nordafrika gelten als nicht sicher belegt.
In Mitteleuropa ist die Vogelbeere weit verbreitet. Ihr Verbreitungsschwerpunkt liegt hier in den Alpen, im Alpenvorland, in den süd- und mitteldeutschen Mittelgebirgen und in der Norddeutschen Tiefebene. Auf Marschen, in Trockengebieten und wohl auch auf Alluvialböden kommt die Eberesche selten vor, beziehungsweise kann sie auch ganz fehlen. So besitzt sie beispielsweise im Mitteldeutschen Trockengebiet nur zerstreute Vorkommen. Bestände an der Nordseeküste und auf den friesischen Inseln gelten als eingeschleppt. In Österreich kommt die Vogelbeere zerstreut bis häufig in allen Bundesländern vor, fehlt aber im östlichsten Teil Österreichs. In der Schweiz ist sie verbreitet, gilt jedoch in der Südschweiz in weiten Teilen des Wallis sowie in Teilen Graubündens als unbelegt.

### Standort und Vergesellschaftung

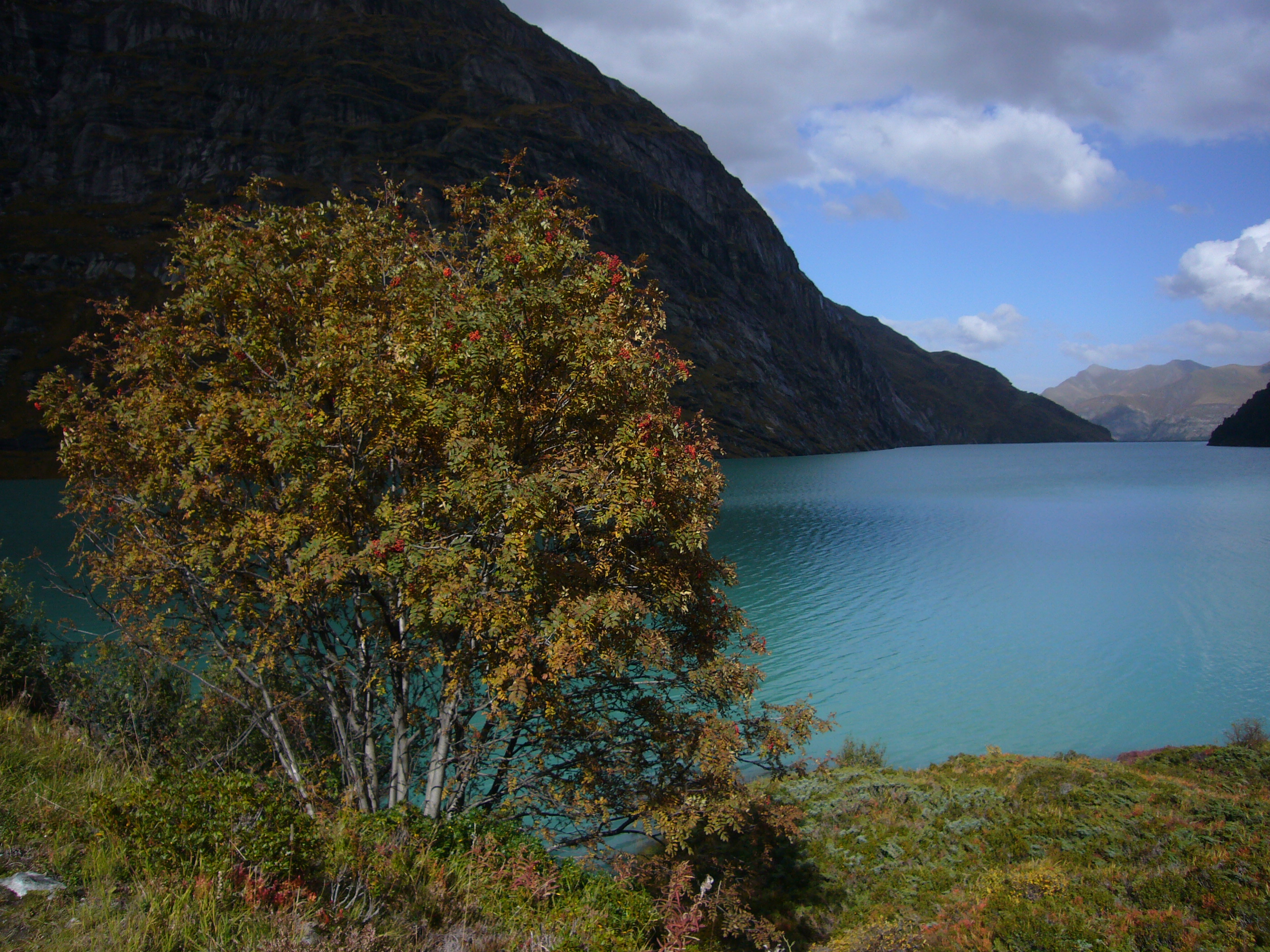
Eberesche am Zervreilasee in Graubünden (1900 m über NN)

Die anspruchslose Vogelbeere ist ein schneller Besiedler von Brachflächen und kommt auf Lichtungen, in Hecken oder an Waldrändern, in Norddeutschland vorwiegend in Knicks als Überhälter vor. Ihr Bodenspektrum reicht von mager bis nährstoffreich, von trocken bis feucht und von sauer bis basenreich. Sie gedeiht sowohl in Laub- als auch in Nadelwäldern, auf Moorböden ebenso wie auf trockenen Steinhängen. Im Gebirge findet man den Baum bis an die Baumgrenze, in Norwegen bis an die Eismeerküste. Er löst in den Gebirgsvorwäldern häufig die Birke als vorherrschenden Baum ab. Sie steigt in Tirol bis 2400 Meter an. Im Bayerischen Wald sind Bestände bis 1400 Meter Höhe und im Erzgebirge bis 1100 Meter belegt. In den Allgäuer Alpen steigt sie im Tiroler Teil zwischen Gumpenegg und Vorderer Mutte oberhalb Holzgau bis zu einer Höhenlage von 2000 Metern auf.
Sie gedeiht optimal im Piceo-Sorbetum aus dem Verband Sambuco-Salicion, kommt aber auch in Pflanzengesellschaften der Verbände Quercion roboris oder im Epilobio-Salicetum der Ordnung Fagetalia vor.

## Systematik
Die Erstveröffentlichung von Sorbus aucuparia erfolgte 1753 durch Carl von Linné in Species Plantarum, 1, Seite 477. Meyer gibt für Sorbus aucuparia mit Bezug auf Kutzelnigg drei Synonyme an: Aucuparia sylvestris Medicus 1789, Pyrus aucuparia Gaertn. 1791 und Pyrenia aucuparia (Gaertn.) Clairv. 1811. Als weitere Synonyme werden angeführt: Crataegus aucuparia (L.) Salisb., Mespilus aucuparia (L.) Scop., Pyrus pohuashanensis Hance, Sorbus adscharica Gatsch., Sorbus amurensis Koehne, Sorbus bachmarensis Gatsch., Sorbus boissieri C.K.Schneid., Sorbus gorodkovii Pojark., Sorbus pohuashanensis (Hance) Rehder, Sorbus aucuparia subsp. pohuashanensis (Hance) McAll., Sorbus aucuparia subsp. gorodkovii (Pojark.) O.N.Korovina.
Sorbus aucuparia gehört zur Untergattung Sorbus aus der Gattung Sorbus. In Europa ist Sorbus aucuparia der einzige Vertreter der Untergattung.
Es gibt einige Unterarten von Sorbus aucuparia: In Mitteleuropa sind die typische Unterart ssp. aucuparia und ssp. glabrata vertreten.
- Gewöhnliche Eberesche, auch Gemeine Eberesche, Gewöhnliche Vogelbeere genannt[27] (Sorbus aucuparia L. subsp. aucuparia, Syn.: Aucuparia pinnata Fourr. nom. illeg., Aucuparia sylvestris Medik., Sorbus boissieri C.K.Schneid., Sorbus caucasigena Gatsch., Sorbus cordata Gand., Sorbus lanuginosa Schult., Sorbus monticola Gand., Sorbus subserrata Opiz, Sorbus vasconica Gand., Sorbus aucuparia subsp. lanuginosa (Schult.) Jáv.): Sie ist in Europa, im Kaukasusraum und Westasien weitverbreitet.[28] Es gibt Fundortangaben für die Türkei, Armenien, Aserbaidschan, Dagestan, Ciskaukasien, Belarus, europäischen Teil Russlands, Ukraine, Portugal, Spanien, Frankreich, Italien, Schweiz, Österreich, Deutschland, Belgien Tschechien, Ungarn, Niederlande, Polen, Slowakei, Slowenien, Serbien, Kroatien, Irland, Vereinigtes Königreich, Dänemark, Finnland, Island, Norwegen, Schweden, Albanien, Bosnien und Herzegowina, Bulgarien, Griechenland, Nordmazedonien, Montenegro sowie Rumänien.[27] In Neuseeland, Kanada sowie in den Vereinigten Staaten ist sie ein Neophyt. Sie  wird in vielen Gebieten der Welt angepflanzt.[27] Bei dieser Unterart sind Knospen, Blattunterseiten und Blütenstandsachsen überwiegend flächig behaart. Die Knospen sind nicht klebrig. Die Blättchen weisen eine derbe Textur auf. Die Spitze der Blättchen ist stumpflich oder rasch zugespitzt ausgeprägt. Die behaarten Kelchblätter besitzen eine dreieckige Form. Die Scheinfrüchte sind rundlich.[11][12]

Neben der typischen Unterart ssp. aucuparia gibt es in Europa weitere Unterarten, die von einigen Autoren auch als eigene Art aufgefasst werden:
- Alpen-Eberesche (Sorbus aucuparia subsp. glabrata (Wimm. & Grab.) Hedl.): Diese Unterart ist insgesamt deutlich weniger behaart als subsp. aucuparia. Die Knospen sind oft klebrig. Die Textur der Blättchen ist dünner ausgeprägt. Die Blättchen verschmälern sich allmählich zugespitzt zur Spitze hin. Sie sind fast kahl. Nur auf der Rhachis der Blattunterseite bildet sich eine spärliche Behaarung aus. Die Blütenstandsachsen sind kahl oder fast kahl. Die gerundeten Kelchblätter sind schwach behaart oder kahl. Die Scheinfrüchte sind länger als breit.[11][12] Ihr Verbreitungsschwerpunkt liegt in Nordeuropa und den höheren Lagen Mitteleuropas.[14]
- Sorbus aucuparia subsp. praemorsa (Guss.) Nyman: Sie kommt nur in Kalabrien, Sizilien sowie auf Korsika vor.[27]
- Sorbus aucuparia subsp. fenenkiana T.Georgiev & Stoj. (Syn.: Pyrus aucuparia subsp. fenenkiana (T.Georgiev & Stoj.) T.Georgiev & Stoj.): Dieser Endemit kommt nur in Bulgarien vor.[28]
- Sorbus aucuparia subsp. sibirica (Hedl.) Krylov: Sie kommt in der Mongolei, in Sibirien und Russlands Fernen Osten vor.[27]
- Sorbus aucuparia subsp. maderensis (Lowe) McAll.: Sie kommt nur auf Madeira vor.[27]

## Verwendung

### Zierbaum

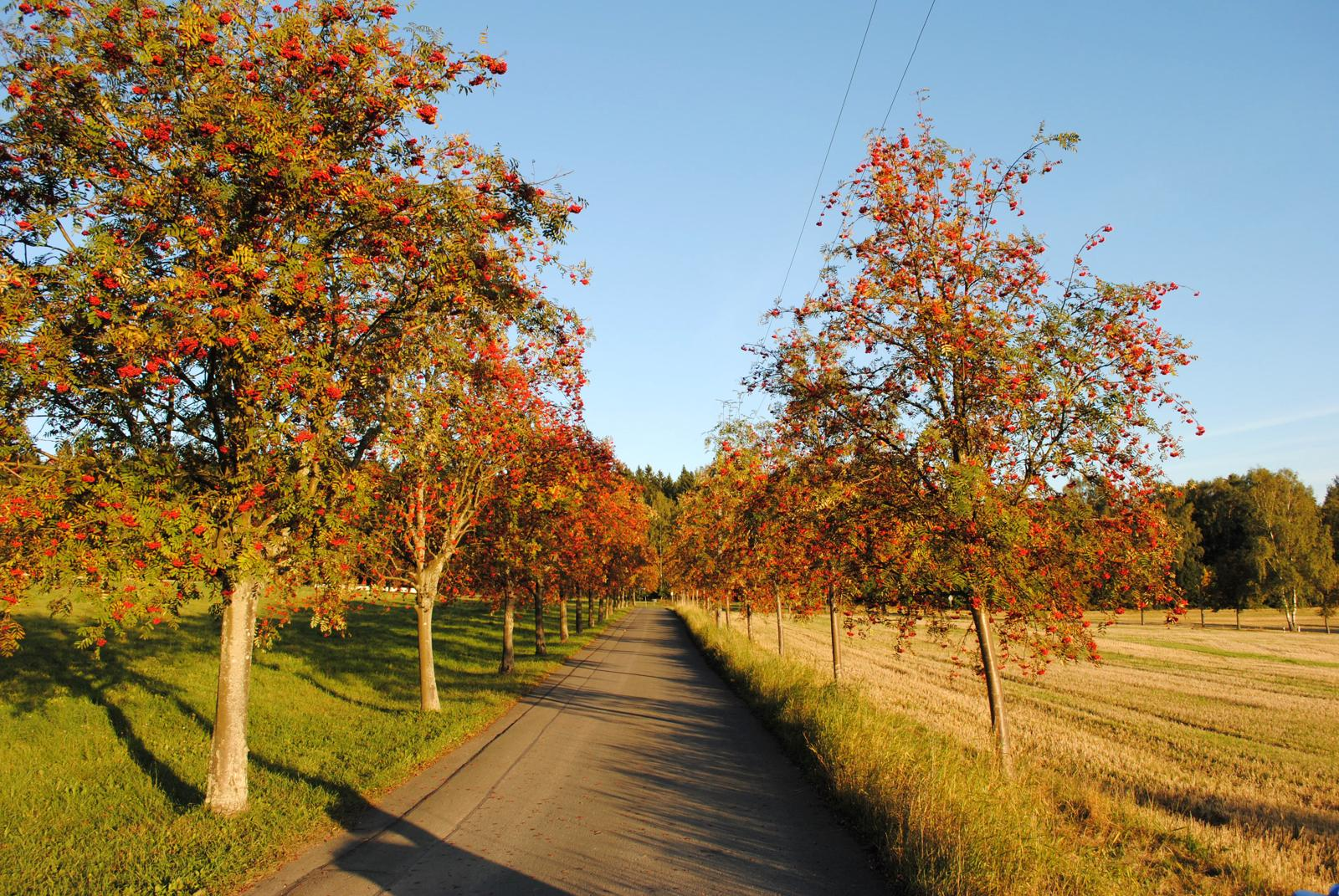
Allee aus Vogelbeeren

Über ihre natürlichen Vorkommen hinaus wird die Eberesche gerne im Garten- und Landschaftsbau eingesetzt. Aufgrund der dekorativen Frucht- und Blütenstände sowie ihrer relativ großen Resistenz gegen Immissionen ist sie in Städten häufig an Straßen als Allee- oder Einzelbaum und in Gärten sowie Parks als Zier- und Vogelschutzgehölz zu finden. In den höheren Lagen der Mittelgebirge und Alpen ist sie oft die einzige Zierholzpflanze. Die Eberesche gilt als Licht- bis Halbschattenbaumart.

### Ingenieurbiologie
Die Eberesche zeichnet sich besonders durch Frosthärte und Windfestigkeit aus. Auch gegenüber Spätfrösten (Spaltfrost) zeigt sie sich resistent. Ihre weitreichenden Wurzeln dringen in tiefe Bodenschichten vor. Da sie sich durch Wurzelbrut auch vegetativ vermehren kann und eine hohe Ausschlagfähigkeit besitzt, wird sie gerne zur Bodenbefestigung im Kontext biologischer Wildbachverbauung und im Lawinenschutz eingesetzt. Das abgeworfene Laub der Eberesche zersetzt sich relativ rasch und setzt dabei verhältnismäßig viel Magnesium frei. Dies hat einen positiven Effekt auf die Humusbildung und der Baum verbessert die Nährstoffversorgung des Bodens. Ebereschen sind in der Lage, Umweltbelastungen besser standzuhalten als viele andere Baumarten. Diese Eigenschaften führten zur bewussten Anpflanzung des Baums in oder anstelle von durch Sauren Regen geschädigten Fichtenwäldern, zum Beispiel im Ost-Erzgebirge. Hier war der Baum in den 1990er Jahren teilweise die einzige Baumart, die den Umweltbelastungen durch Braunkohlekraftwerke in den 1980er Jahren standgehalten hatte.

### Holz

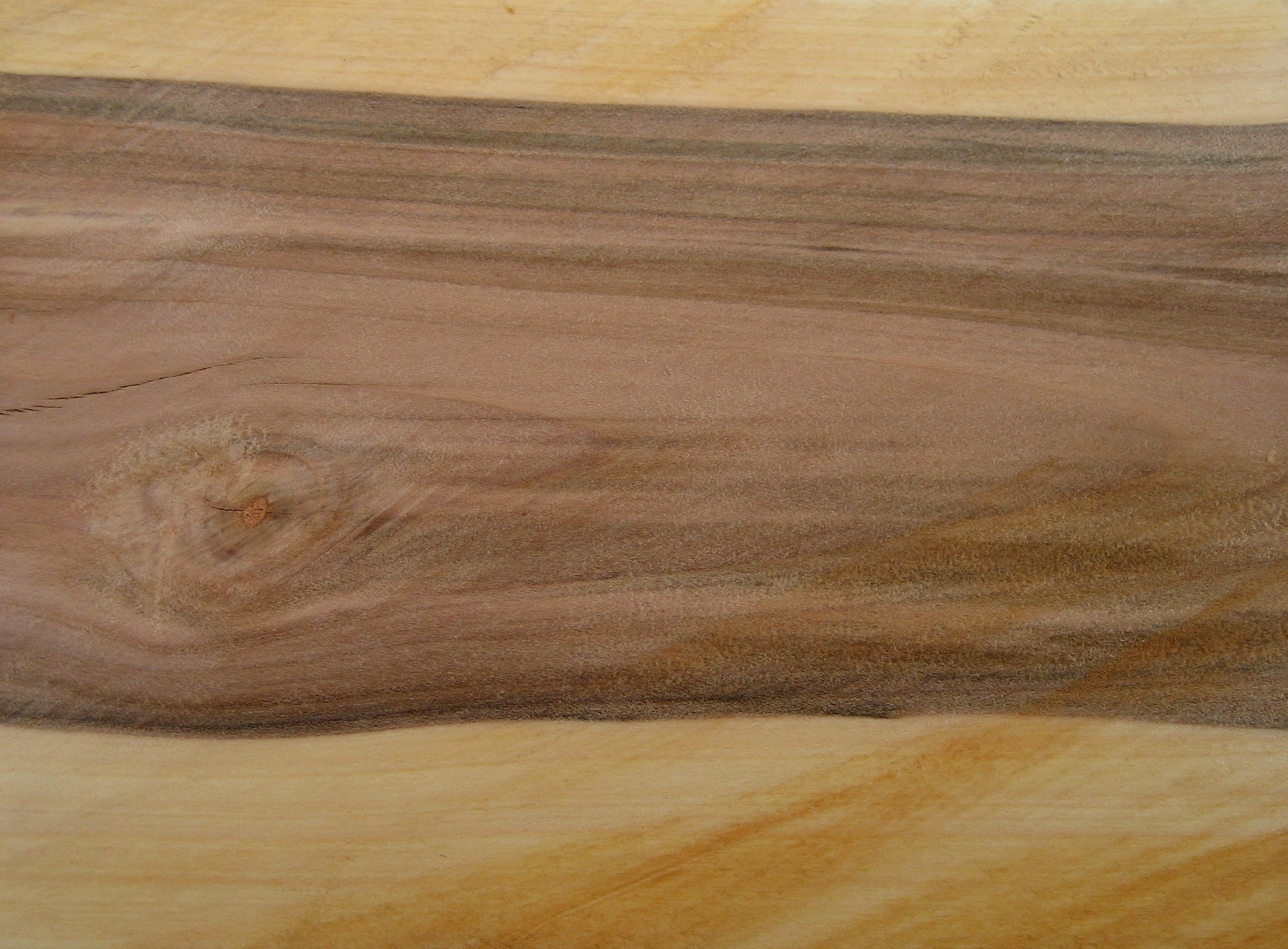
Frisch gesägter Stamm der Eberesche mit Splint- und Kernholz

Eberesche wächst zerstreutporig. Das Kernholz ist schön gemasert und eignet sich im Kunsthandwerk zu Drechselarbeiten. Das Kernholz älterer Vogelbeeren ist sehr hart und dauerhaft, vergleichbar mit Eichenkernholz; es wurde früher in der Wagnerei verwendet. Das Splintholz ist elastisch-feinfasrig und eignet sich daher sehr gut für Schnitzarbeiten.

### Medizin

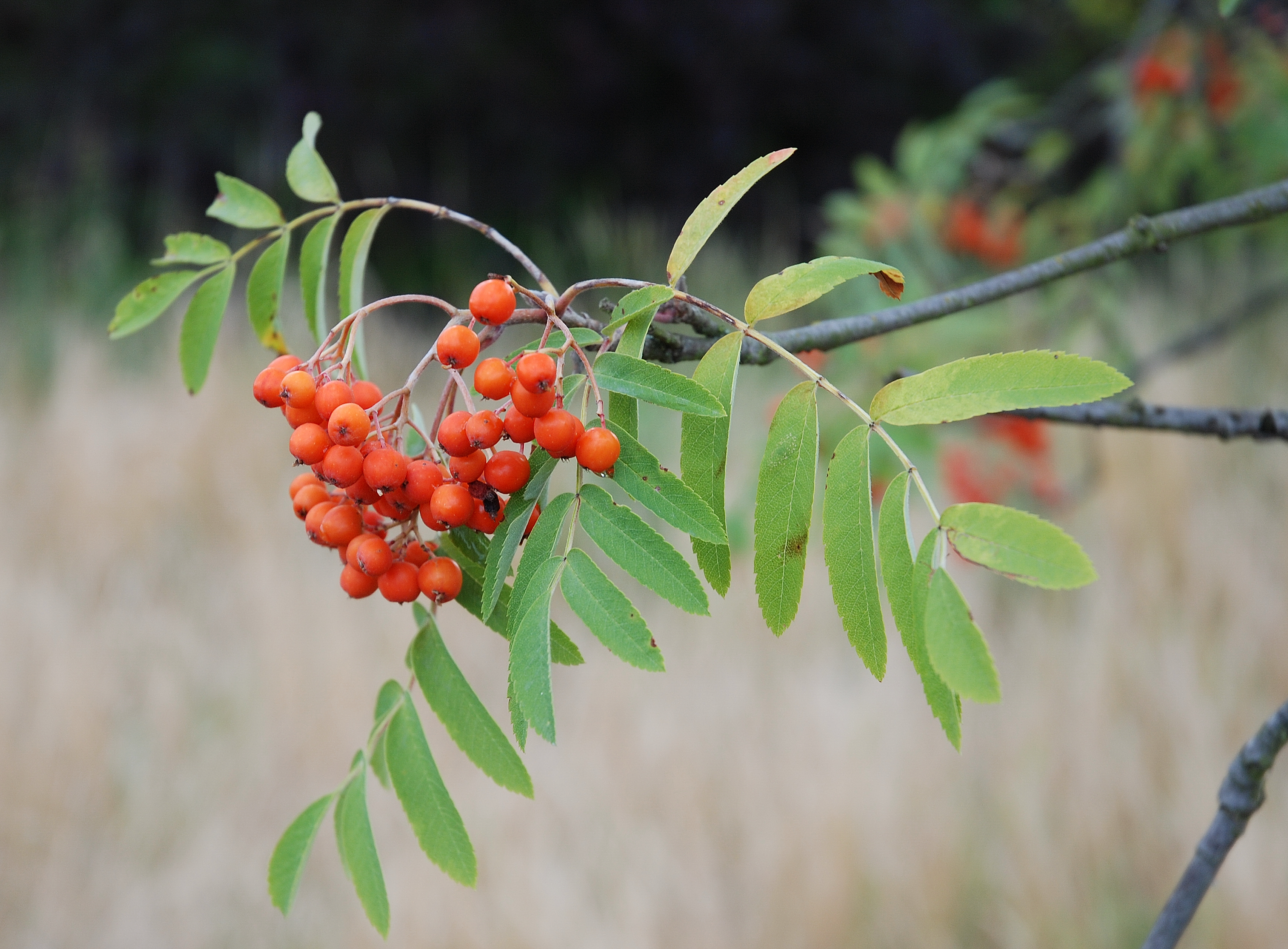
Die Früchte sind bedingt essbar

Die Beeren enthalten Parasorbinsäure, die zu Magenproblemen führen kann. Daher gelten sie oft als etwas giftig. Durch Kochen wird die Parasorbinsäure zu Sorbinsäure abgebaut, die gut verträglich ist. Gekochte Beeren können daher auch in größeren Mengen gegessen werden. Tatsächlich waren Vogelbeeren aufgrund ihres hohen Vitamin-C-Gehalts (bis zu 100 mg pro 100 g Beeren, das beim Kochen um etwa ein Drittel abgebaut wird) früher ein wichtiges Mittel gegen Skorbut. Sie enthalten außerdem Provitamin A und Sorbit bzw. Sorbose, aus der früher der Zuckeraustauschstoff Sorbit gewonnen wurde.
Die Naturheilkunde schreibt Blättern und Blüten eine besondere Heilwirkung zu. Getrocknet finden diese u. a. in Tees gegen Husten, Bronchitis und Magenverstimmungen Verwendung. Auch werden sie bei Verdauungsbeschwerden, Hämorrhoidalleiden, Rheuma und Gicht eingesetzt. Die Wirkung ist allerdings nicht wissenschaftlich erwiesen.  Sänger und Redner nutzen die Vogelbeeren z. B. auch, um ihre Stimmbänder geschmeidig zu halten. Laut „Kräuterpfarrer“ Johann Künzle sollen Vogelbeeren zähen Schleim von den Stimmbändern lösen und so bei Heiserkeit wertvolle Dienste leisten.

### Konfitüre
Nach den ersten Frösten verlieren die Früchte ihren durch die Parasorbinsäure hervorgerufenen bitteren Geschmack und werden leicht süßlich. Die Parasorbinsäure wird hierbei zur Sorbinsäure umgebildet. Regional, zum Beispiel im Bayerischen Wald und in Böhmen, wird aus den Früchten Konfitüre gekocht, die wie Preiselbeeren als leicht säuerliche Konfitüre zu Wildgerichten gereicht wird. Hierfür eignet sich besonders die Essbare oder Mährische Vogelbeere – Sorbus aucuparia var. moravica, auch var. edulis oder var. dulcis genannt –, die einen höheren Zuckergehalt hat und frei von Parasorbinsäure ist und daher auch roh verzehrt werden kann.
Zwei verbreitete Kulturformen der mährischen Vogelbeere sind Konzentra und Rosina, deren Auswahl 1946 im Institut für Gartenbau Dresden-Pillnitz begann und die 1954 in den Verkauf gebracht wurden. Dabei ist Konzentra für die Entsaftung geeignet und Rosina für Kompott oder zum Kandieren. Andere Sorten, die ähnlich der mährischen Vogelbeere bitterstoffarm sind, sind die aus Südrussland stammenden Kulturformen Rossica und Rossica Major. Weitere essbare Sorten stammen aus Klosterneuburg in Niederösterreich. Es existieren Hybride mit anderen Fruchtbaumarten, die zum Verzehr geeignet sind. Dazu zählen Burka, Likjornaja, Dessertnaja, Granatnaja, Rubinovaja und Titan.

### Alkoholische Getränke
Der Likör Sechsämtertropfen, der seit dem Ende des 19. Jahrhunderts im Fichtelgebirge gebrannt wird, und der tschechische Jeřabinka haben als Grundstoff auch Vogelbeerenfrüchte.
Vogelbeerschnaps hat in Tirol, Salzburg und in der Steiermark eine lange Tradition. Aufgrund der aufwändigen Gewinnung und Verarbeitung der Beeren sowie der geringen Ausbeute beim Brennen der Maische (ca. 2 Liter Edelbrand pro 100 Liter Maische) ist der fertige Edelbrand teuer.
Vor dem Maischvorgang werden die Beeren von den Dolden, die störende Gerbstoffe enthalten, getrennt. Um gärhemmende Substanzen abzubauen, wird die Gärung bei höherer Temperatur durchgeführt. Parasorbinsäure wird durch Erhitzen beim Destillieren vollständig abgebaut.
In Hessen wird die Vogelbeere (Eberesche) von einigen kleinen Kelterern bei der Apfelweinherstellung verwendet, ähnlich wie der Speierling. Seltener wird zudem Vogelbeerwein angeboten.

### Sonstige Verwendung
Die Borke kann zum Braun- und Rotfärben von Wolle verwendet werden.

## Kulturelles

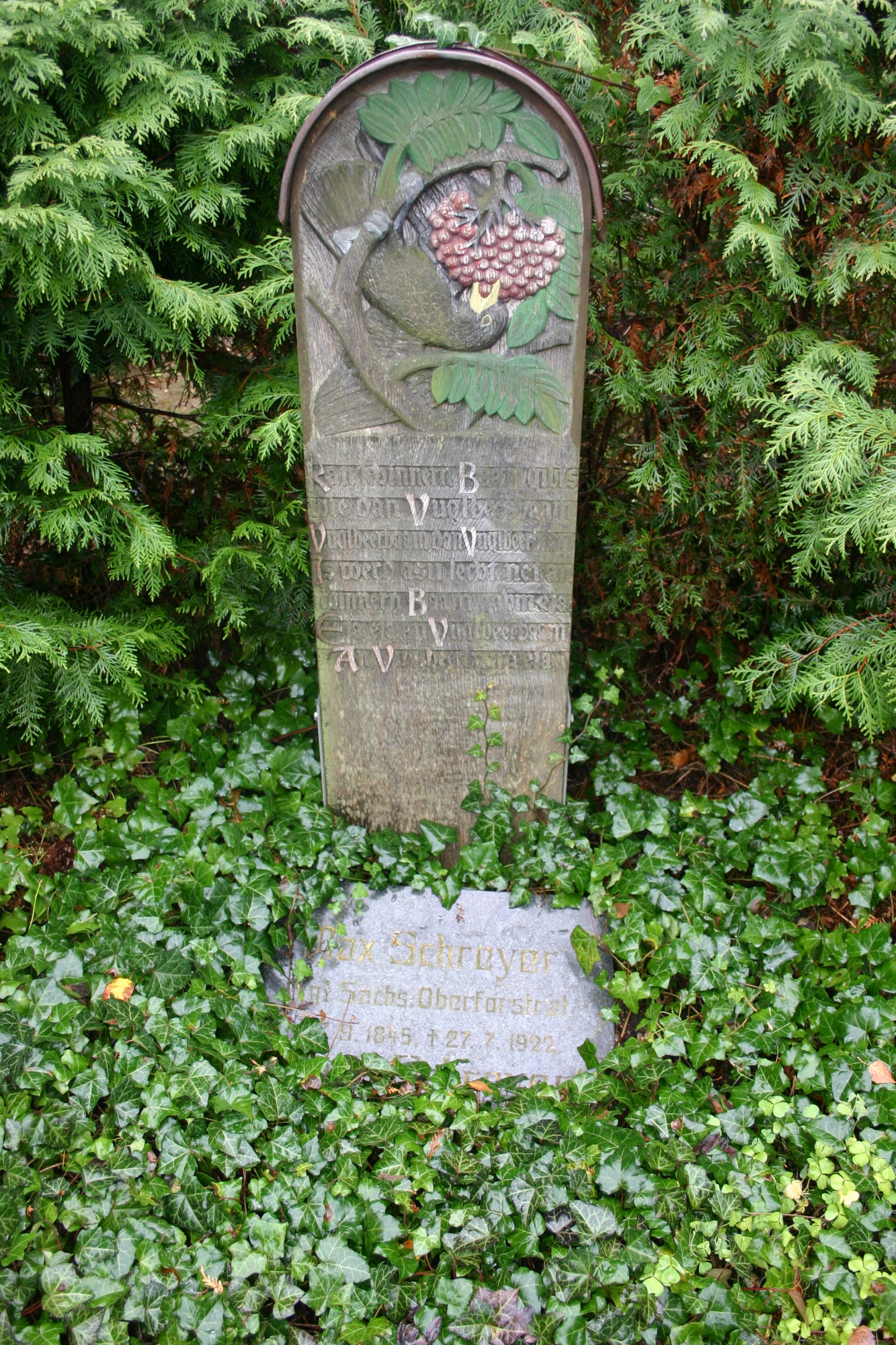
Grabmal von Max Schreyer mit stilisierter Vogelbeere

Der Vogelbeerbaum war den Germanen als Thor geweihter Baum heilig. In der Snorra-Edda (Skáldskaparmál 18) wird beschrieben, wie sich Thor an einem Ast der Eberesche aus dem Fluss Wimur zog.
In ärmlichen Waldgegenden war das Holz so begehrt, dass die Förster früher Not hatten, die Bäume vor den armen Drehern von Spielwaren, die ihr Holz nicht gern teuer kauften, zu schützen. Im Erzgebirge hat der Vogelbeerbaum den Status eines Nationalbaums und wird im von Max Schreyer gedichteten Volkslied vom Vuglbärbaam besungen. In Schottland gehört der Rowan tree vor jedes „gute Haus“, wenn Hexen keinen Einlass finden sollen.
In Dalsland in Schweden schmückt der Hirte an einem dem Himmelfahrtstag vorangehenden oder nachfolgenden Tag sein Vieh an den Hörnern mit Blumen und treibt es daraufhin bereits um die Mittagszeit nach Hause. Er selbst führt, mit einem geschmückten Vogelbeerbaum in beiden Händen, die Herde an. Im Stall wird der Baum an den Giebel gepflanzt und soll während der Weidezeit die Tiere vor bösen Geistern und Krankheit bewahren. Das Jungvieh wird benannt, indem es bei Verkündung seines Namens mit einer Rute des Vogelbeerbaums dreimal auf den Rücken geschlagen wird.
Nach dem keltischen Baumkreis – einer Erfindung des Neopaganismus – zählt die Eberesche – neben Apfelbaum, Walnuss und Tanne – zu den Lebensbäumen. Menschen, die in ihrem Zeichen geboren sind, wird vor allem Lebensfreude, aber auch Anpassungsfähigkeit an schwierige Lebensumstände nachgesagt. Die Kelten bepflanzten ihre heiligen Stätten, besonders Orakel- und Richtplätze, oftmals mit der Pflanze. Man sagt, dass sie die Eberesche zum Symbol des Wiedererwachens nach der dunklen Winterzeit gemacht haben. Einem irischen Sprichwort zufolge gilt die Vogelbeere als Schutzbaum gegen Blitzschlag und Hexenzauber. Äußerlich angewandt sollen die Beeren Wunden heilen, verzehrt man sie, so verlängert sich das Leben um ein weiteres Jahr.